# コティ賞
コティ賞（コティしょう）とは、コティ・アメリカ・ファッション批評家賞のこと。ファッション界のアカデミー賞と称され、アメリカのファッション界では最も権威があるとされる。
過去の受賞者にはラルフ・ローレン、ダナ・キャラン、カルバン・クラインといった錚々たる顔ぶれが並ぶ。